# Władysław Kaim
Władysław Kaim (ur. 30 maja 1939, zm. 8 stycznia 2023) – polski bokser.

## Życiorys
Pochodził z Podgórza. W latach 1956–1963 był zawodnikiem Wisły Kraków, a następnie do zakończenia kariery zawodniczej reprezentował barwy Hutnika Kraków. W barwach Hutnika zdobył między innymi dwa tytuły drużynowego mistrza Polski. Indywidualnie trzykrotnie zdobywał brązowy medal mistrzostw Polski w kategorii do 63,5 kg (lata: 1960, 1963, 1966). W trakcie kariery zawodniczej brał udział również w mistrzostwach Europy, a w 1961 zdobył złoty medal na Spartakiadzie Zrzeszeń Gwardyjskich w Bukareszcie.
Po zakończeniu kariery został zawodniczej jako trener prowadził w latach 1973–1975 bokserów Wisły Kraków.